# Тенин, Борис Михайлович
Борис Михайлович Те́нин (10 [23] марта 1905, Кузнецк, Саратовская губерния — 8 сентября 1990, Москва) — советский актёр театра и кино, педагог. Народный артист СССР (1981). Лауреат Сталинской премии первой степени (1948).

## Биография
Родился 10 (23) марта 1905 года в Кузнецке (ныне в Пензенской области) в семье железнодорожного телеграфиста.
В 1920-х учился во 2-й единой трудовой советской школе в Туле. В 1922 году окончил Высшие театральные мастерские по классу А. П. Зонова при Государственном институте музыкальной драмы (ГИМДР) (ныне ГИТИС).
С 1920 года на сцене. В своей биографии актёр сменил много амплуа и творческих коллективов. Начинал как эксцентрический актёр буффонады и гротеска. Впоследствии перешёл на социальные и драматические роли.
Был актёром «Вольного театра», «Театра РСФСР 1-го» (позже Государственный театр имени Вс. Мейерхольда) (1920—1922, 1925—1927), возглавляемых Вс. Э. Мейерхольдом, передвижного драматического коллектива «Комедианты» (1922—1924), театрального движения «Синяя блуза» (1925—1927), Московского театра Сатиры (1927—1928), Московского театра при Доме печати (позже Театр обозрений) (1929—1933), Московского театра современной буффонады, пародийного театра «Синяя птичка».
- в 1933—1935 годах — артист Московского мюзик-холла
- в 1937—1945 годах — артист Ленинградского театра Комедии
- в 1946—1955 годах — актёр Театра-студии киноактёра
- в 1947—1948 и 1955—1962 годах — актёр Московского академического театра Сатиры
- в 1963—1974 годах — актёр Московского драматического театра на Малой Бронной
- в 1974—1990 годах — актёр Академического театра им. В. Маяковского.

В кинематографе с 1928 года. Первая роль в фильме «Кружева» (режиссёр С. Юткевич) — заведующий клубом. Широкую известность принесла роль Ивана Шадрина («Человек с ружьём») и солдата Швейка («Новые похождения Швейка»).
В 1935 году выступал клоуном на манеже Московского цирка.
В 1936—1937 годах преподавал в Московском цирковом техникуме (ныне ГУЦЭИ) мастерство актёра и клоунаду.
Вместе с женой Л. П. Сухаревской составил один из известнейших семейных театральных дуэтов на сцене.
Автор книги «Фургон комедианта» (1987).
Скончался 8 сентября 1990 года (по другим источникам — 9 сентября) в Москве на 86-м году жизни. Похоронен на Ваганьковском кладбище (участок № 29). В 1991 году рядом была похоронена его жена.

### Семья
- Первая жена — Клавдия Петровна Коренева (1902—1972), театральная актриса, народная артистка РСФСР (1970).
- Вторая жена — Ольга Ивановна Иванова (ум. в 1941), актриса, в своем 1-м браке — жена Г. В. Александрова.
- Третья жена — Галина Дмитриевна Степанова (26.10.1911 — 12.07.2006), актриса театра и кино, Народная артистка Таджикской ССР (1943). Они поженились в начале 1930-х годов.
  - Сын — Михаил Борисович Тенин (род. 14.11.1931), инженер.
    - Внук  — Борис Михайлович Тенин-младший (20.11.1969—28.09.2021), актер театра и кино.  В 1996 году окончил РАТИ-ГИТИС, мастерская Леонида Хейфеца. Служил в Театре Сатиры. Похоронен на Химкинском кладбище город Москвы, в могиле бабушки — Г.Д.Степановой.
- Четвёртая жена — Лидия Петровна Сухаревская (1909—1991), актриса театра и кино. Народная артистка СССР (1990).

### Роли в театре
Драматическая студия Бутырского Совета депутатов (1920)
- 1920 — «На бойком месте» А. Н. Островского; режиссёр Н. Вошкевич — приказчик Сеня

Московская драматическая студия «Альба»
- 1922 — «Всех скорбящих» Г. Гейерманса; режиссёр Л. Кирилович-Дон — Пономарь
- «Флория Тоска» Л. Кириловича-Дона; режиссёр Л. Кирилович-Дон — Анжелотти / Скарпиа

Театр РСФСР 1-й (1921)
- 1921 — «Мистерия-буфф» В. В. Маяковского; постановка Вс. Мейерхольда — Слуга / Лев Толстой

Студенческий коллектив ГИМДР (1922)
- 1922 — «Как он был редактором» по М. Твену — Старый подписчик
- 1922 — «Кандида» Б. Шоу — Марчбэнкс

Московская группа «Комедианты»
- 1924 — «Спартак» В. М. Волькенштейна — Претор Красс
- «Три вора» по У. Нотари — Тапиока
- «Лес» А. Н. Островского — Восьмибратов
- «Золотая Ева» Бернарди — Фон Шветцинген
- «Ученик дьявола» Б. Шоу — Кристи
- «Яма» по А. И. Куприну — Ванька-Встанька
- «Коварство и любовь» Ф. Шиллера — Вурм
- «Потоп» Ю. Бергера — Стрэттон
- «Ревизор» Н. В. Гоголя — Земляника
- «Обрыв» по А. А. Гончарову — генерал Тычков
- «Король-Арлекин» («Шут на троне») Ф. Лотара — Панталоне
- «Тёмное пятно» Г. Кадельбурга и Р. Пресберга — Фон Кукрот
- «Псиша» Ю. Д. Беляева — помещик Борщ
- «Вторая молодость» П. М. Невежина — Купавин
- «Оболтусы и ветрогоны» С. Пржебыльского — Житов
- «Трактирщица» К. Гольдони — граф д`Альбафьорита
- «Соломенная шляпка» Э. Лабиша — Тардиво
- «Нельская башня» Александра Дюма и Ф. Гайярде — Андри
- «Дурак» Л. Фульды — Эльшлегер
- «Страсть» по С. Цвейгу — чиновник
- «Овод» по Э. Войнич — синьор Грассини
- «Трильби» Гр. Ге — Томас Бегот
- «Из любви к искусству» (французский водевиль) — Индюков
- «Голь на выдумки хитра» (французский водевиль) — Шарль

1925—1927 — участие в спектаклях московских коллективов «Синей блузы» (скетчи, фельетоны, пародии, куплеты)
Театр имени Мейерхольда (1927)
- 1927 — «Д. Е.» по И. Г. Эренбургу; постановка Вс. Мейерхольда — Твайфт

Московский театр современной буффонады (1927)
- 1927 — «Королева ошиблась» М. Д. Вольпина и К. Я. Листова; режиссёр Б. Шахет — Папаша
- «Вредный элемент» В. В. Шкваркина; режиссёр Э. Краснянский — Чубчик
- «Женитьба», пародия Д. Г. Гутмана; режиссёр Д. Гутман — Степан
- «Солистка его величества» Л. В. Никулина; режиссёр Д. Гутман — Курортник

Московский театр Дома печати (Театр обозрений) (1929-1932)
- 1929 — «Тщетные огорчения» В. З. Масса по Мольеру; режиссёр Н. Фореггер — Гожибюс
- 1930 — «Емельян Чернозёмный» В. П. Катаева; режиссёр В. Типот — Емельян
- 1931 — «Опустите занавес» Н. А. Адуева; режиссёр В. Типот — пять ролей (трансформация)
- 1932 — «Со своей колокольни» В. Типота (пародия на спектакль Бронепоезд 14-69 Вс. В. Иванова в МХАТ); режиссёр В. Типот — Китаец

Московский мюзик-холл (1933-1935)
- 1933 — «Артисты варьете» Н. О. Волконского; режиссёр Н. Волконский — Клоун Боцо
- 1933 — «Как 14-я дивизия в рай шла» Д. Бедного; режиссёр Ф. Каверин — Кашевар
- 1934 — «Под куполом цирка» В. П. Катаева, И. А. Ильфа и Е. П. Петрова; режиссёры Ф. Каверин и Р. Корф — Мартынов
- 1934 — «Севильский обольститель» Т. де Молина; режиссёры Н. Волконский — Слуга Пастрано
- 1935 — «Святыня брака» Э. Лабиша; режиссёр Н. Акимов — Мюзерель

Ленинградский театр Комедии (1937-1947)
- 1937 — «Терентий Иванович» Ю. М. Свирина; режиссёр и художник Н. Акимов — Сухарев
- 1937 — «Весенний смотр» В. В. Шкваркина; режиссёры С. Юткевич, Х. Локшина — Страхов
- 1938 — «Двенадцатая ночь» У. Шекспира; режиссёр и художник Н. Акимов — Тоби Бэлч
- 1939 — «Сын народа» Ю. П. Германа; режиссёр Э. Гарин — учитель Пархоменко
- 1939 — «Опасный поворот» Д. Пристли; режиссёр Г. Козинцев, художник Н. Акимов — Стентон
- 1940 — «Тот, кого искали» А. Б. Раскина и М. Р. Слободского; режиссёр Н. Рашевская — Врач-полярник Женечка
- 1940 — «Тень» Е. Л. Шварца; постановка Н. Акимова — людоед Пьетро
- 1941 — «Похищение Елены» Л. Вернейля; постановка Н. Акимова — Жермон
- 1942 — «Питомцы славы» («Давным-давно») А. К. Гладкова; режиссёр Н. Акимов — поручик Ржевский
- 1943 — «Братишка» В. А. Дыховичного; режиссёр П. Суханов — близнецы Василий и Виктор
- 1943 — «Дорога в Нью-Йорк» Л. А. Малюгина; режиссёр С. Юткевич — Питер Уорн
- 1945 — «Лев Гурыч Синичкин» Д. Т. Ленского и А. М. Бонди; режиссёр и художник Н. Акимов — Синичкин
- 1947 — «Человек с того света» В. А. Дыховичного и М. Р. Слободского; режиссёр Н. Рашевская — Педро Лангара
- «Малыш» Ж. Летреза; режиссёр Ф. Флоринский — Огюстен
- «Преступление в улице Лурсен» Э. Лабиша; режиссёр П. Суханов — Ляглюме

Театр-студия киноактёра (1946-1954)
- 1946 — «За тех, кто в море!» Б. А. Лавренёва; режиссёр Н. Плотников — Лишев
- 1947 — «Русский вопрос» К. М. Симонова; режиссёр М. Ромм — Пигалкин
- 1948 — «Софья Ковалевская» братьев Тур; режиссёр С. Самсонов — Жермон
- 1950 — «Флаг адмирала» А. П. Штейна; режиссёры Э. Гарин и Х. Локшина — Потёмкин
- 1953 — «Раки» С. В. Михалкова; режиссёры Э. Гарин, Х. Локшина — Ленский
- 1954 — «Смерть Пазухина» М. Е. Салтыкова-Щедрина; режиссёр А. Грипич — Прокофий Пазухин

Московский театр сатиры
- 1928 — «Лира напрокат» В. В. Шкваркина; режиссёр Э. Краснянский — Комик
- 1953 — «Баня» В. В. Маяковского; режиссёры В. Плучек, Н. Петров, С. Юткевич — Понт Кич
- 1955 — «Вредный элемент» В. В. Шкваркина; режиссёр П. Поль — Наважин
- 1956 — «Профессия миссис Уоррен» Б. Шоу; режиссёры Э. Краснянский, Н. Слонова — Джордж Крофтс
- 1957 — «А был ли Иван Иванович?» Н. Хикмета; постановка В. Плучека — Петров
- 1957 — «Мистерия-буфф» В. В. Маяковского; постановка В. Плучека — Человек-просто
- 1958 — «На всякого мудреца довольно простоты» А. Н. Островского; постановка А. Лобанова — Крутицкий
- 1959 — «Смейся, паяц!» В. Стрекопытова; режиссёр Г. Георгиевский — Подсосов
- 1960 — «Чужой ребёнок» Б. Шоу; режиссёр О. Солюс — Караулов
- 1961 — «Яблоко раздора» М. А. Бирюкова; постановка В. Плучека — Коваль
- 1962 — «Дом, где разбиваются сердца» Б. Шоу; режиссёры В. Плучек и А. Крюков — Капиан Шатовер
- «Ночь перед рождеством», пародия В. З. Масса и В. Я. Типота; режиссёр В. Сушкевич — Чуб
- «Республика на колёсах» Я. А. Мамонтова; режиссёр Э. Краснянский — Печёный
- «Склока» В. Е. Ардова и Л. В. Никулина; режиссёр Д. Гутман — Предправления Госпримус, Мягкий
- «Ложь на длинных ногах» Э. де Филиппо; режиссёр Г. Георгиевский — Бенедетто
- «200 000 на мелкие расходы» В. А. Дыховичного; режиссёр Э. Краснянский — Лобашков

Московский драматический театр на Малой Бронной
- 1963 — «Мать» К. Чапека; Режиссёр: С. А. Баркан — Отец
- 1964 — «Мятеж неизвестных» Г. А. Боровика; режиссёр А. А. Гончаров — Питер Калишер
- 1965 — «Визит старой дамы» Ф. Дюрренматта; режиссёр А. А. Гончаров — Альфред Илл
- 1966 — «Беспокойный юбиляр» В. А. Раздольского; режиссёр В. Монюков — Академик Щеглов
- 1967 — «Братская ГЭС» по Е. А. Евтушенко; режиссёр А. Паламишев — Разин, Ленин, Карцев
- 1970 — «Золотая карета» Л. М. Леонова; режиссёр А. Дунаев — Березкин
- 1971 — «Сказки старого Арбата» А. Н. Арбузова; режиссёр А. Эфрос — Балясников
- «Временный жилец» В. С. Полякова; режиссёр С. Баркан — Долотов

### Фильмография
- 1928 — Кружева — завклубом
- 1931 — Златые горы — Борис («Вихрастый»)
- 1932 — Встречный — Василий
- 1932 — Изящная жизнь — Фрэд
- 1934 — Песня о счастье — Горох / Цыбуля
- 1934 — Флаг стадиона — Тарасов
- 1935 — Вражьи тропы — Роман Каргаполов
- 1936 — Бесприданница — Василий Данилыч Вожеватов
- 1937 — Тайга золотая — Саша Мраморов
- 1937 — Шахтёры — чекист
- 1938 — Профессор Мамлок — участник закрытого собрания
- 1938 — Человек с ружьём — Иван Шадрин
- 1940 — Яков Свердлов — куплетист
- 1942 — Боевой киносборник «Лесные братья» (короткометражный)
- 1942 — Швейк готовится к бою (новелла «Последний крестоносец») — Гавар
- 1943 — Лермонтов — Голофеев
- 1943 — Новые похождения Швейка — Швейк
- 1945 — Здравствуй, Москва! — писатель
- 1947 — Русский вопрос — Боб Мерфи
- 1949 — Алитет уходит в горы — Чарли Томсон
- 1949 — Падение Берлина — генерал Чуйков
- 1951 — Пржевальский — Егоров
- 1953 — Великий воин Албании Скандербег — Дин
- 1954 — Об этом забывать нельзя — Марьян Максимович
- 1955 — За витриной универмага — Егор Петрович Божко
- 1955 — Нестерка — Нестёрка
- 1955 — Фонтан (короткометражный) — Логинов
- 1956 — За власть Советов — Жора Колесничук
- 1960 — Драма (короткометражный) — писатель
- 1962 — Яблоко раздора — Ларион Иванович Коваль
- 1973 — Райские яблочки — Сократ
- 1979 — Следствие ведут ЗнаТоКи. Подпасок с огурцом — Анатолий Кузьмич Боборыкин
- 1987 — Вспомним, товарищ

### Телеспектакли
- 1960 — Сизиф и смерть — Сизиф
- 1968 — Гибель «Эппи Нийбур» — капитан Нийбур
- 1969 — Актриса — Яблоков
- 1970 — Дело мёртвого тигра — Полицейский комиссар
- 1970 — Сесиль умерла — комиссар Мегрэ
- 1970 — Золотая карета — Берёзкин
- 1973 — Мегрэ и человек на скамейке — комиссар Мегрэ
- 1974 — Мегрэ и старая дама — комиссар Мегрэ
- 1978 — Старомодная комедия — Родион Николаевич, главврач санатория
- 1982 — Мегрэ колеблется — комиссар Мегрэ
- 1986 — Жизнь Клима Самгина — Яков Акимович Самгин

### Участие в фильмах
- 1989 — В поисках правды

### Архивные кадры
- 2003 — Борис Тенин (из цикла телепрограмм канала ОРТ «Чтобы помнили») (документальный)
- 2005 — Борис Тенин (из цикла передач телеканала ДТВ «Как уходили кумиры») (документальный)

## Увековечение памяти

Мемориальная доска Б. Тенину и Л. Сухаревской на фасаде дома номер 49 на Большой Никитской улице в Москве

- В 2007 году была открыта мемориальная доска Борису Тенину и Лидии Сухаревской на фасаде дома номер 49 на Большой Никитской улице в Москве[5].
- 11 сентября 2015 года в Кузнецке Пензенской области была открыта мемориальная доска Борису Тенину на доме по ул. Калинина, 159, где родился актёр[6].
- Вручаются почётные дипломы имени народного артиста СССР Б. М. Тенина «За сохранение русской классики на Отечественной сцене».

## Звания и награды
- Заслуженный артист РСФСР (1939)

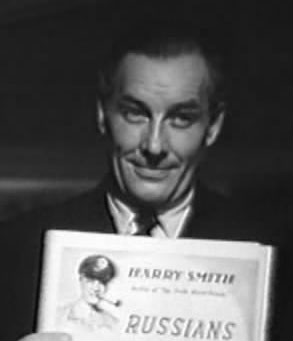
В роли Боба Мёрфи в фильме «Русский вопрос» (1947)

- Народный артист Таджикской ССР (1944)
- Народный артист РСФСР (1950)
- Народный артист СССР (1981)
- Сталинская премия первой степени (1948) — за исполнение роли Боба Мерфи в фильме «Русский вопрос» (1947)[7]
- Два ордена Трудового Красного Знамени (1939 — за исполнение роли Ивана Шадрина в фильме «Человек с ружьём»; 1985)
- Медаль «За оборону Ленинграда» (1946)
- Медаль «За доблестный труд в Великой Отечественной войне 1941—1945 гг.» (1946)
- Медаль «В память 800-летия Москвы» (1948)
- Медаль «В ознаменование 100-летия со дня рождения Владимира Ильича Ленина» (1970)
- Медаль «Тридцать лет Победы в Великой Отечественной войне 1941—1945 гг.»
- Медаль «Сорок лет Победы в Великой Отечественной войне 1941—1945 гг.»
- Медаль «В память 250-летия Ленинграда»
- Медаль «Ветеран труда» (1985)